# Jalpa Grande
Jalpa Grande är en ort i Mexiko.   Den ligger i kommunen Jala och delstaten Nayarit, i den centrala delen av landet, 600 km väster om huvudstaden Mexico City. Jalpa Grande ligger 1 936 meter över havet och antalet invånare är 122.
Terrängen runt Jalpa Grande är bergig norrut, men söderut är den kuperad. Jalpa Grande ligger uppe på en höjd. Runt Jalpa Grande är det ganska glesbefolkat, med 45 invånare per kvadratkilometer. Närmaste större samhälle är Ixtlán del Río, 15,3 km söder om Jalpa Grande. I omgivningarna runt Jalpa Grande växer huvudsakligen savannskog.